# Till en annan värld

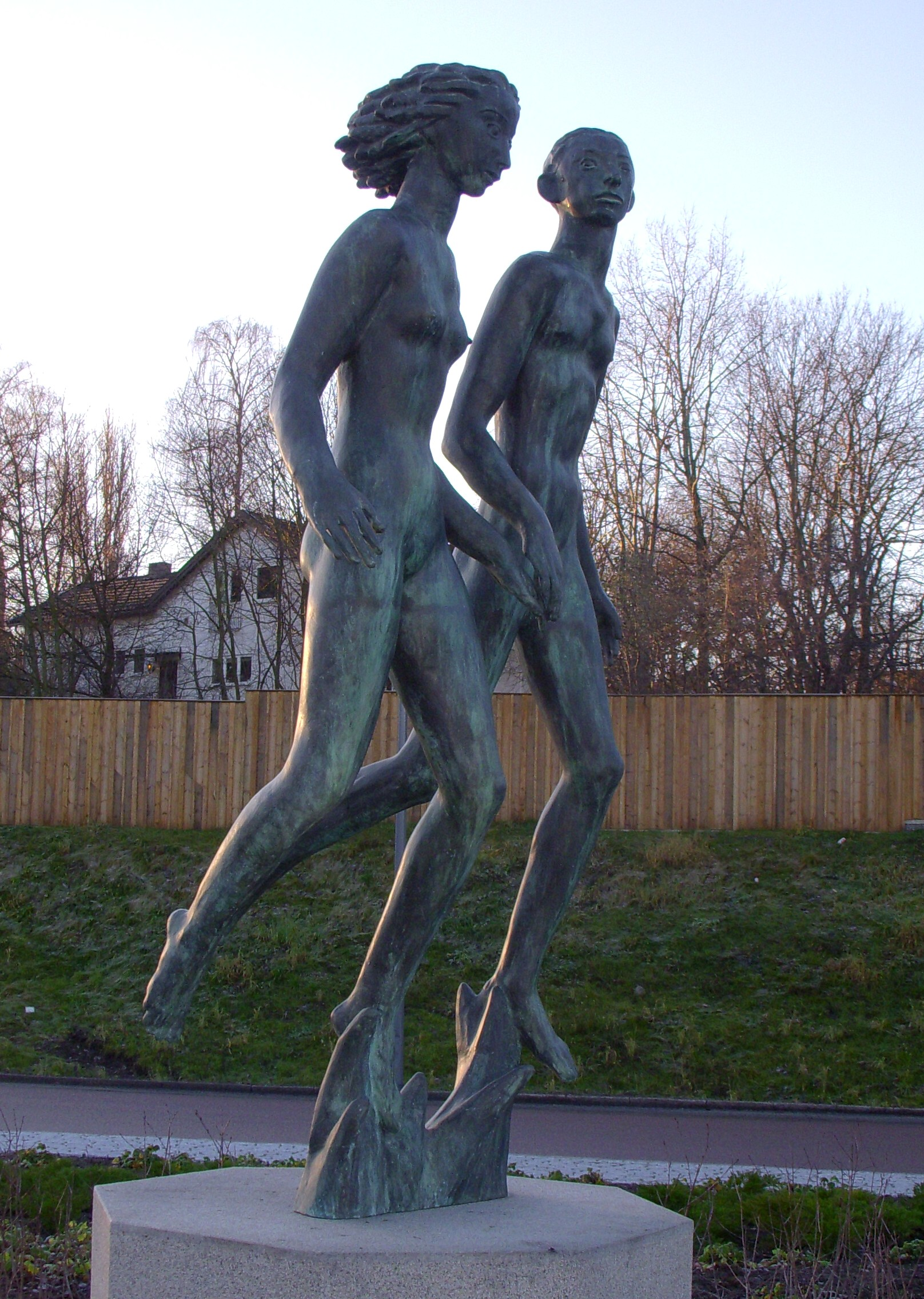
Skulpturen Till en annan värld från 2008 uppsatt på rondellen i korsningen Södra Kungsvägen-Lejonvägen på Lidingö.

Till en annan värld är en staty som är skapad 2008 efter en 66 cm hög bronsskiss av Carl Milles som aldrig blev färdigställd i full skala under hans levnad. Den beställdes av Lidingö kommun i avsikt att resas vid infarten till Lidingö som en symbol för Lidingös uttalade hälsoprofil. Skulpturen restes i oktober 2008 på rondellen vid infarten till Lidingö i korsningen Södra Kungsvägen-Lejonvägen.
Skulpturen har tidigare inte gjutits i full skala utan endast funnits på Millesgården som en 66 centimeter hög staty. Den 240 cm höga kopian har skapats med hjälp datorinscanning från det mindre originalet och är gjuten i brons av Herman Bergmans konstgjuteri i Gamla Enskede, Stockholm. Konstnärerna Ziggy Berglund och Susanne Jansson arbetade med finslipningen av detaljer på skulpturen. Invigningen skedde den 10 oktober 2008 i närvaro av kulturminister Lena Adelsohn Liljeroth, kommunalrådet i Lidingö Paul Lindquist, dåvarande museidirektören för Millesgården Isabella Nilsson och Lidingö kommunfullmäktiges ordförande Kjell Treslow.

## Bakgrund

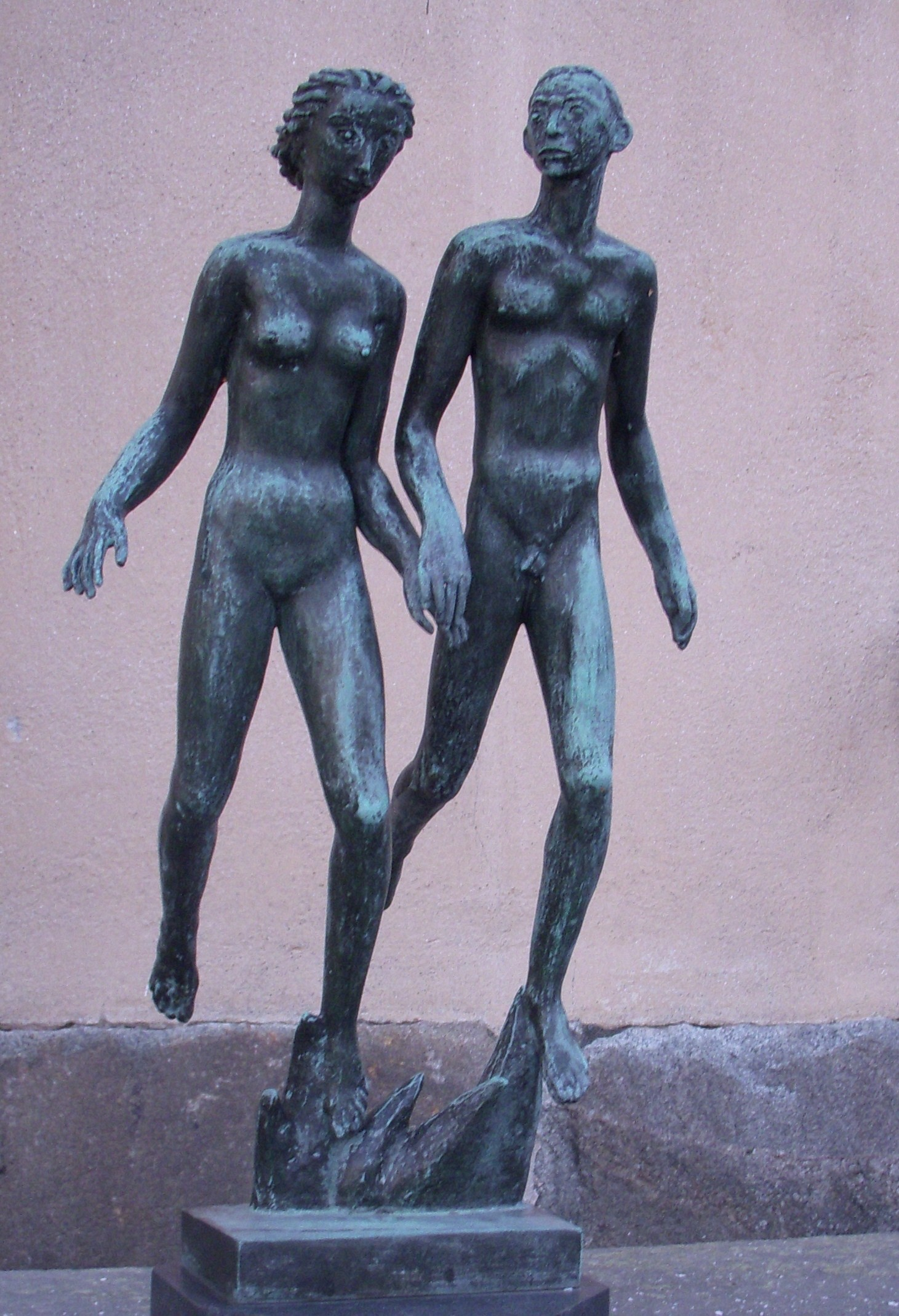
Milles' bronsskiss.

I Falls Church i Virginia, USA finns begravningsplatsen National Memorial Park. Där uppfördes Uppståndelsefontänen, som invigdes 1952. Det är Carl Milles mest omfattande arbete och består av 38 skulpturer i en stor vattenbassäng. I ett brev 1944 skrev han: "Mitt nog förnämsta arbete jag någonsin gjort". Till denna fontängrupp gjorde Carl Milles också ett antal förlagor i liten skala, däribland en 66 cm hög skulptur av ett ungt par som springer hand i hand som han kom att kalla "Till en annan värld". Förlagan finns på Millesgården på Lidingö vid Susannadammen. Konstkännare anser att det utmärkande för flera av skulpturerna i Uppståndelsefontänen, liksom det unga paret, är ett uttryck av vitalitet och livsglädje. Enligt kommunen är skulpturen vald med tanke på att symbolisera Lidingös uttalade hälsoprofil med de tre hörnstenarna fysisk, psykisk och social hälsa, där Lidingöloppet och Bosöns idrottshögskola utgör två viktiga delar som Lidingö kommun aktivt stödjer för att främja den fysiska hälsan i samhället. 
Genom bland andra Rolf Milles, brorson till Carl Milles, vet man att det unga paret skall föreställa Carl Milles och hans hustru Olga Milles.